# Kazune Kubota
Kazune Kubota (Toyohashi, 1 de janeiro de 1997) é um futebolista profissional japonês que atua como meia.

## Carreira
Kazune Kubota começou a carreira no Kashima Antlers.